# Елегантність

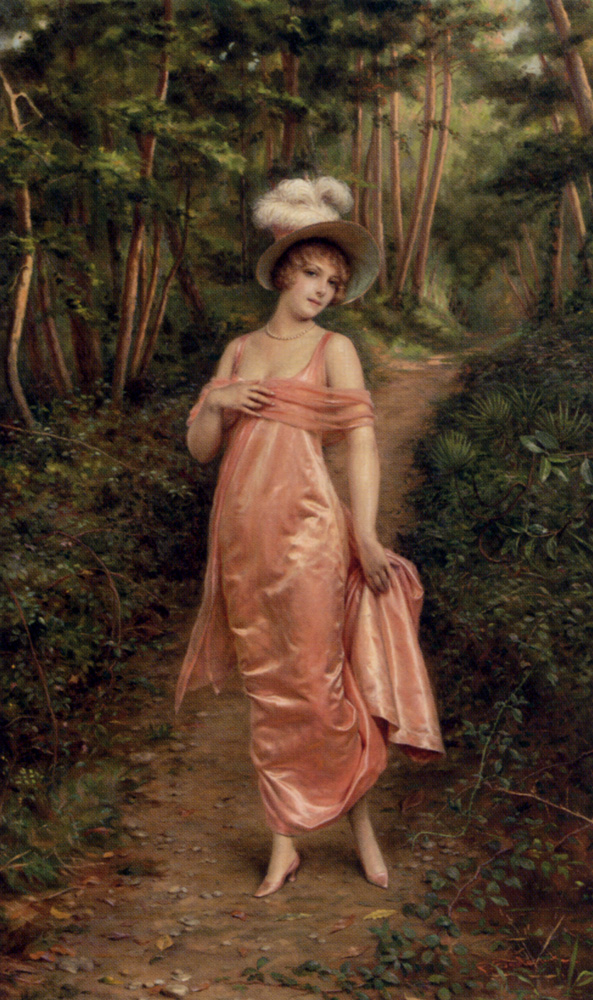
Картина Фредеріка Соулакріокса Elegance of the Epoque

Елегантність (від фр. Élégant, «вишуканий, граціозний, витончений»), діал. ґалантість — етико-естетична категорія, що виражає цивілізовану красу з консервативним відсилаючи до класики XVIII-XIX століття. Характеризується шляхетною простотою, спокоєм, розслабленням, строгістю і плавністю. Асоціюється з роялем, костюмом, вечірньою сукнею, жіночими капелюшками. Антитеза екстравагантності.
Вольтер бачив в елегантності поєднання точності і приємності, і протиставляв це поняття грації. Елегантність є втіленням краси, проте вона не протиставляється піднесеному і комічному, але містить в собі елемент легкості й безпосередності.